# Sympetrum costiferum
Sympetrum costiferum is een libellensoort uit de familie van de korenbouten (Libellulidae), onderorde echte libellen (Anisoptera).
De wetenschappelijke naam Sympetrum costiferum is voor het eerst geldig gepubliceerd in 1861 door Hagen.